# 銭璯
銭 璯（せん かい、? - 310年）は、西晋末から五胡十六国時代の人物。呉興郡の出身。

## 生涯
西晋に仕えていた。
永興2年（305年）、揚州で陳敏の乱がおこると、銭璯は義兵を興して反乱鎮圧に貢献した。これにより、司馬越より建武将軍に任じられた。
永嘉4年（310年）2月、東海王司馬越の命により、揚州刺史王敦と共に洛陽に召喚された。だが、広陵へ至った折に、漢の軍勢が洛陽に逼迫していると知り、恐れて進めなくなった。朝廷から軍期に従うよう促されると、銭璯は謀反を起こして王敦を殺そうとしたが、王敦は建業に逃走して琅邪王司馬睿に報告した。
銭璯は度支校尉陳豊を殺害して邸閣を焼き払うと、平西将軍を自称して自立した。また、孫晧の子の孫充を推戴して呉王に封じたが、すぐに殺害した。呉興郡の陽羡県を攻撃した。司馬睿は将軍郭逸らに討伐を命じた。
3月、丞相倉曹属周玘が郷里の民をかき集めて郭逸に加勢し、銭璯は周玘に敗北して殺された。